# Symphonie no 16 de Joseph Haydn
Pour les articles homonymes, voir Symphonie no 16.
La Symphonie no 16 en si bémol majeur Hob. I:16 est une symphonie du compositeur autrichien Joseph Haydn, composée entre 1757 et 1761.

## Analyse de l'œuvre
La symphonie comporte trois mouvements:
1. Allegro
2. Andante
3. Presto

Durée approximative : 13 minutes.

## Instrumentation
- deux hautbois, un basson, deux cors, cordes, continuo.